# Sluttande pansar

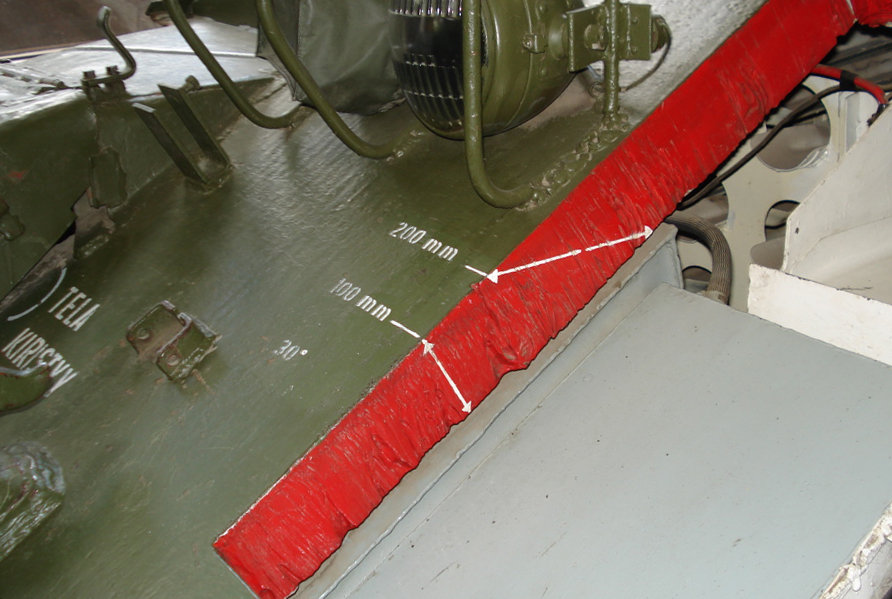
Sluttande pansar på en stridsvagn som visar pansarets egentliga tjocklek (100 mm) gentemot dess effektiva tjocklek (200 mm).

Sluttande pansar eller vinklat pansar (med mera) är en konstruktionsteknik för att öka skyddsnivån hos pansar. Principen bygger på att pansarytorna konstrueras så att inkommande vapenverkan anslår detta i en kraftig vinkel som antingen tvingar verkan att avleda (”studsa”) från ytan eller gör att verkan saknar den genomträngningsförmåga som krävs för att tränga igenom den effektiva tjockleken hos pansaret som erhålls vid vinkling.
Pansar i sig är en typ av hölje som består av en eller flera typer av hårt material (till exempel stål) som i regel ska skydda något från skada och dess effektivitet beror primärt på dess tjocklek. För att bekämpa pansar behöver man slå igenom det, antingen kinetiskt, termiskt eller kemiskt, vilket normalt sker med projektiler och detta kallas modernt för pansarvärn.

## Anslagsvinkel
För att slå igenom pansar är det bäst om den penetrerande energin träffar pansaret i en rät vinkel (0° eller 90°, båda gradnummer förekommer för att beskriva rät vinkel), det vill säga "rakt på". Detta för att pansarets tjocklek har minst effekt i denna vinkeln. Om den genomslående energin istället träffar pansaret i en vinkel större än 0° så betyder det att energin behöver tränga sig igenom mer pansar, då den sneda passagevägen är längre än vägen rakt igenom pansarets egentliga tjocklek. En del energi avleds i det sneda anslaget, varför erforderlig energi blir ännu större än vad som motsvaras av den längre passagevägen. Om vinkeln är tillräckligt stor (sned) kan projektiler även avledas (studsa) bort från pansaret istället för att tränga in, då projektilens spets inte greppar i pansaret.

## Historisk användning

### Medeltida användning

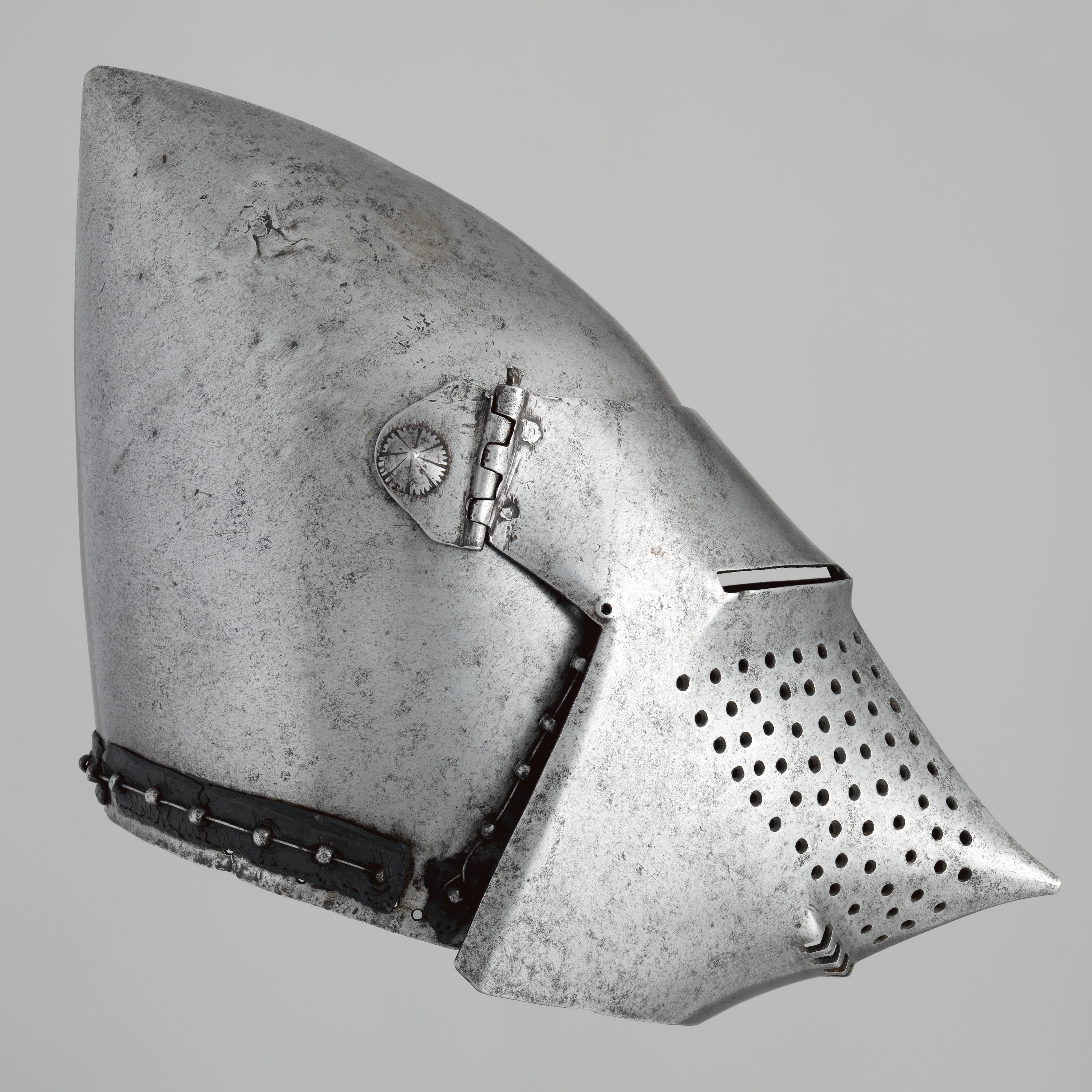
Bacinethjälm med strutformat visir.

Det är okänt när sluttande pansar först användes men det fick sin första stora betydelse under medeltiden då man började konstruera hjälmar och rustningar i former menade att avleda inkommande slag och pilar. Ett gott sådant exempel är bacinethjälmen, vilken är utformad med en ogival bakåtlutande topp. Senare exempel av hjälmen försågs även med ett koniskt visir med vinklade fransar på synslitsarna. Denna typ kallades Hundsgugel på tyska, vilket ungefär översätts till hundstruthätta på svenska.
Enligt ett modernt skjutexperiment från 2019, där man återskapat historisk långbåge, pilar och bröstharnesk från Slaget vid Azincourt 1415, visade testresultaten att dåtidens bröstharnesk var effektivt immun mot pilverkan. Vid försöket användes tunga stridspilar försedda med antingen ohärdad eller ythärdad smidesjärnspets, vilka sköts från en långbåge med 160 lb (73 kg) dragvikt. Bröstharneskens sluttande pansarkonstruktion gjorde att majoriteten av inkommande pilar gled av vid träff och förintades i processen. Vid de fall pilarna inte gled av så saknade de den kinetiska energi som behövdes för att gå igenom pansaret, vilket resulterade i en inbuktning på bröstharnesken, följt av förintelse av pilen.

### Användning på pansarfordon
Sluttande pansar fick sitt nästa stora uppsving under andra världskriget när den sovjetiska stridsvagnen T-34 visade vilken effekt sluttande pansar kunde ha då hela vagnen var försedd med detta. Tidigare hade sluttande pansar sett begränsad användning på pansarfordon då flera länder, däribland Nazityskland, ansåg att det tog upp för mycket potentiellt utrymme på vagnen. Sluttande pansarplattor gjorde även stridsvagnskonstruktioner dyrare att producera. Trots detta hade flera historiska stridsvagnar innan T-34 konstruerats med sluttande pansar i åtanke, men dessa kom aldrig att få visa konstruktionsteknikens egenskaper i strid. Det som gjorde T-34 så betydelsefull var alltså inte att den var först med att använda konstruktionstekniken sluttande pansar, utan att den togs i tjänst vid rätt plats vid rätt tidpunkt för att visa potentialen av sluttande pansar i strid.

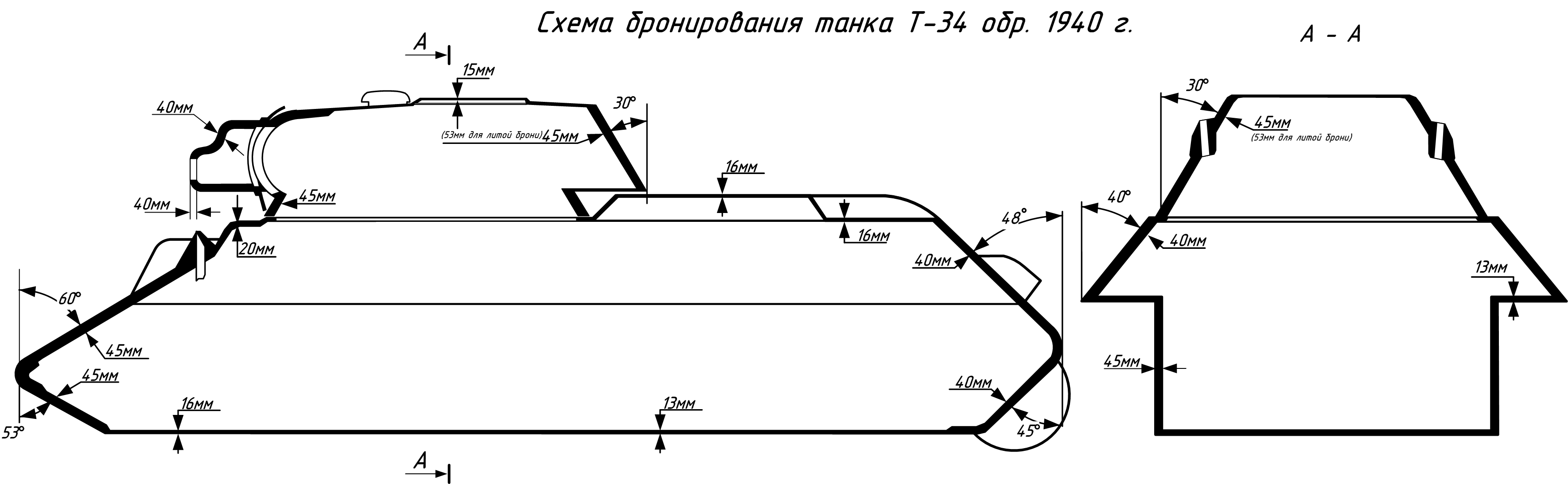
Pansarschema över en T-34. Notera allt sluttande pansar.

T-34 hade jämförelsevis tunt pansar för sin tid, enbart 45 mm på fronten, men dess vinkel på 60 grader gjorde att detta fick en skyddseffekt som motsvarade en tjocklek på cirka 80 mm. Detta gjorde så att den blev ogenomtränglig frontalt för många av dåtidens mindre pansarvärnskanoner som till exempel de vanligt förekommande kanonerna Bofors 37 mm pvkan eller 3,7 cm Pak 36. Även grövre kanoner av svagare typ som den korta 7,5 cm KwK 37 kanonen på tidiga Panzerkampfwagen IV hade för liten genomslagsförmåga att bekämpa T-34 utan specialammunition som pansarspränggranater.
T-34 kom i bruk sent 1940, precis i tid inför den tyska invasionen av Sovjetunionen. Tyskland hade primärt förväntat sig att bekämpa de sovjetiska stridsvagnarna BT-7 och T-26 som hade brukats i större antal under invasionen av Polen och Finland föregående år. Dessa hade mycket tunt pansar och kunde lätt bekämpas med lätta pansarvärnskanoner som 37 mm Bofors och 37 mm Pak som nämns ovan, varav de dåtida tyska stridsvagnarna, primärt Panzer III, IV och 38(t), inte hade försetts med kraftfulla pansarvärnskanoner inför invasionen. Men Sovjetunionen hade vid tidpunkten för invasionen effektivt ersatt deras gamla pansarflotta av T-26 och BT-7 mot nya stridsvagnar som T-34 och KV-1.
Väl under invasionen fick de tyska stridsvagnarna stora problem med att bekämpa de sovjetiska stridsvagnarna på grund av deras sluttande pansar. Enbart genom effektivare taktik och kommunikation, uppbackat av luftherravälde, lyckades tyskarna ta sig till Stalingrad, trots sin undermåliga stridsvagnsbeväpning. Under invasionen blev tyskarna chockerade att T-34, en medeltung stridsvagn med enbart 45 mm av frontpansar, kunde vara så välskyddad. Detta ledde till att Tyskland genast började utveckla nya stridsvagnstyper med sluttande pansar, vilket bland annat kom att leda till den välkända Panzerkampfwagen V Panter. Bortom nya konstruktioner blev existerande stridsvagnar som Panzer IV försedda med kraftfullare kanoner som var specialgjorda för att specifikt kunna penetrera vagnar som T-34 och KV-1. Några år in i kriget blev T-34:s pansar mindre betydelsefull eftersom kraftfullare pansarvärnskanoner blev allt vanligare. Trots detta hade sluttande pansar satt sin fot på kartan och alla stridsvagnar och pansarfordon har sedan andra världskriget konstruerats med sluttande pansar.

## Exempel på historisk användning av sluttande pansar

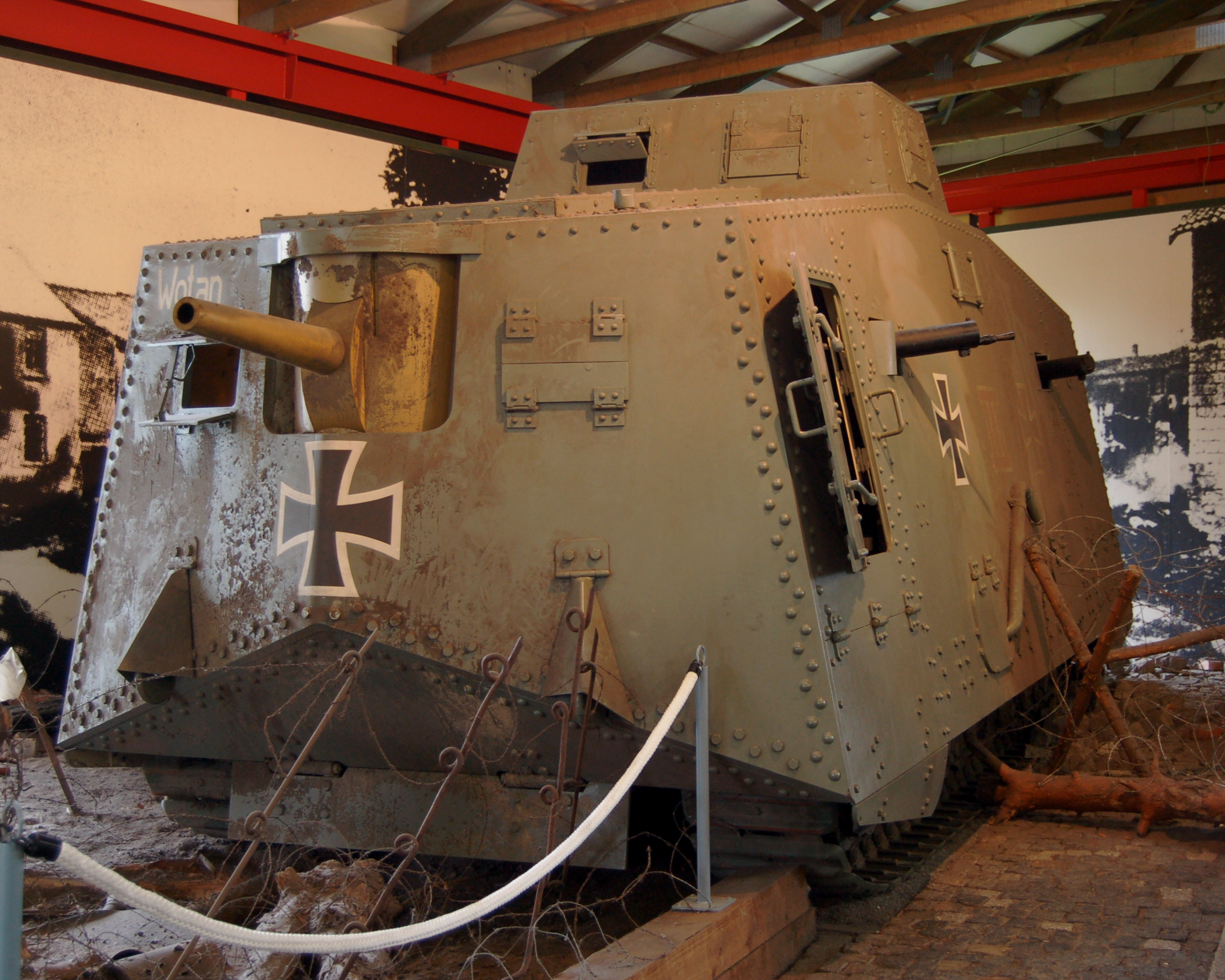
En A7V från första världskriget försedd men sluttande pansar, dock med något för liten vinkel för att vara riktigt effektivt.
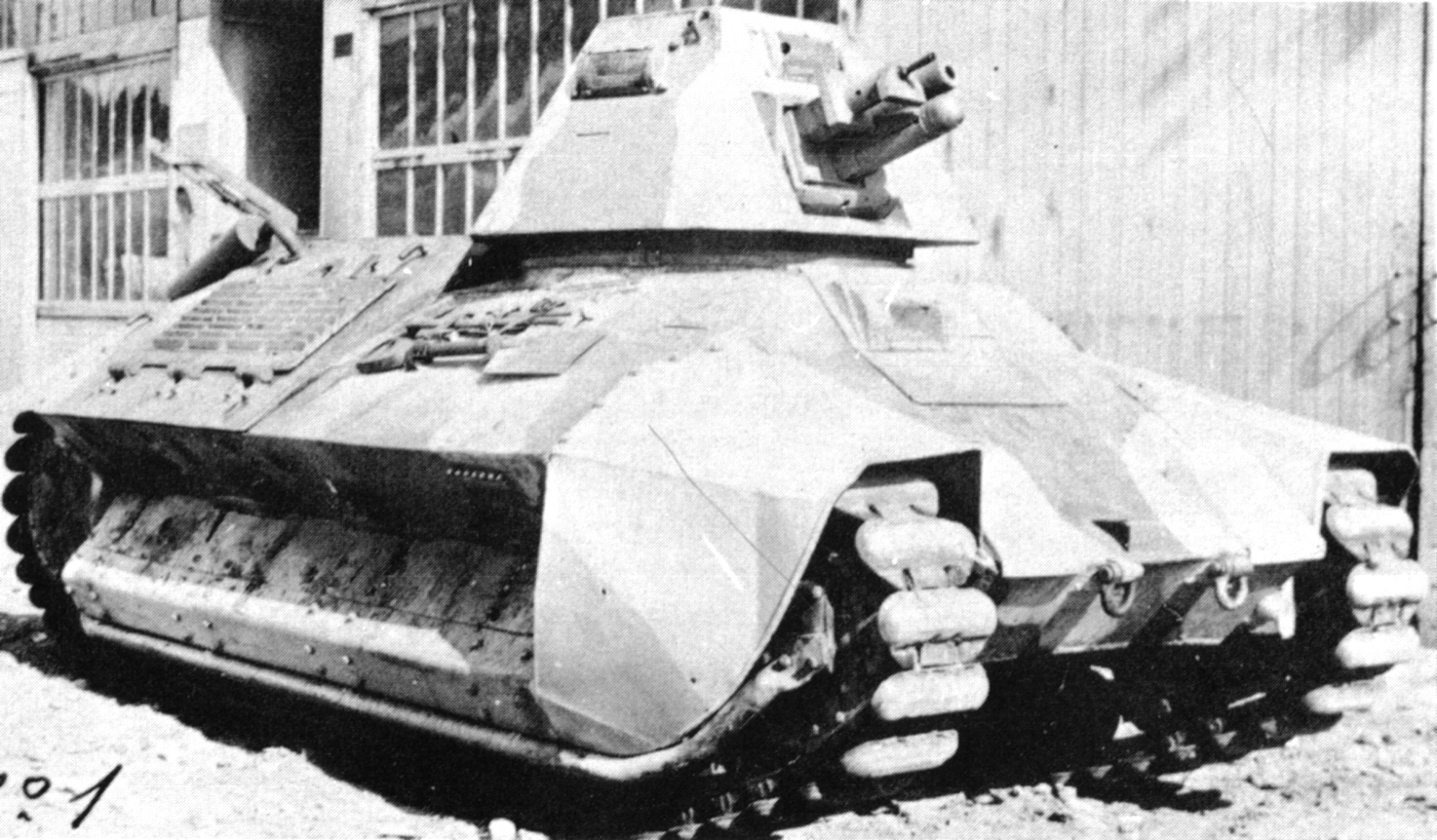
FCM.36, en stridsvagn från mitten av 1930-talet försedd med extremt mycket sluttande pansar runt om.
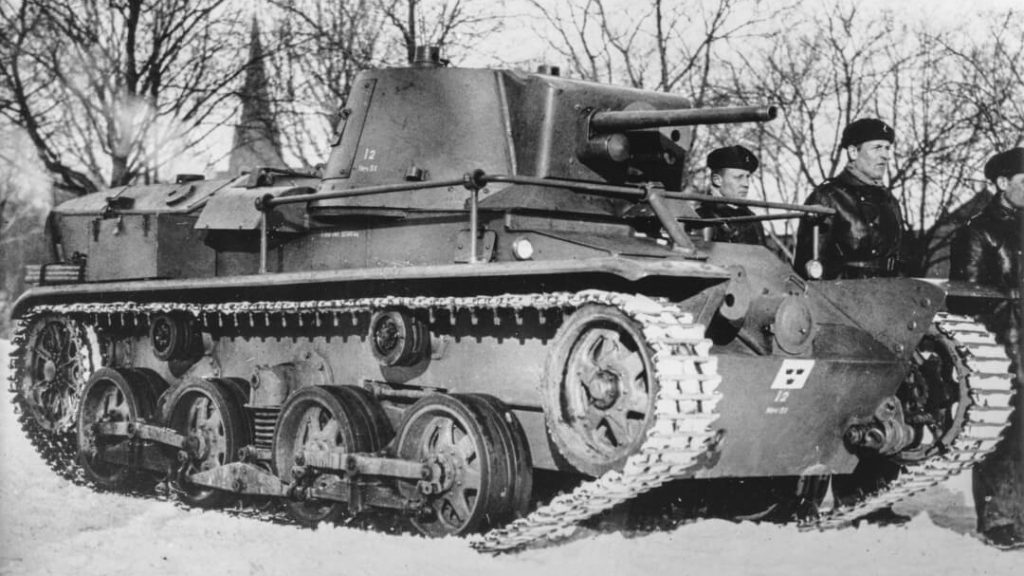
En stridsvagn m/31 (Landsverk L-10) från 1930-talet försedd med sluttande frontpansar.
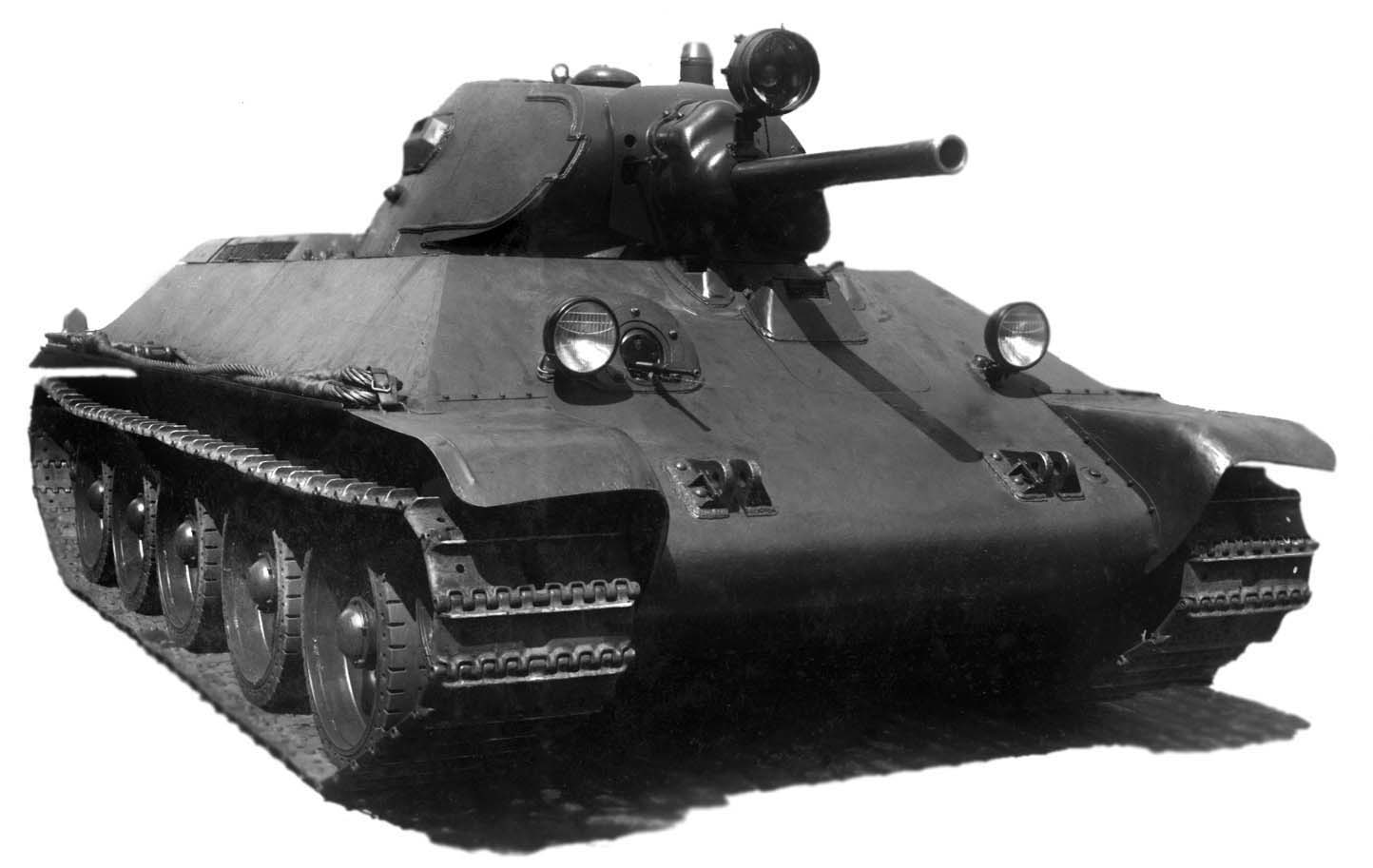
Stridsvagnen T-34 som visade hur relevant det var med sluttande pansar.
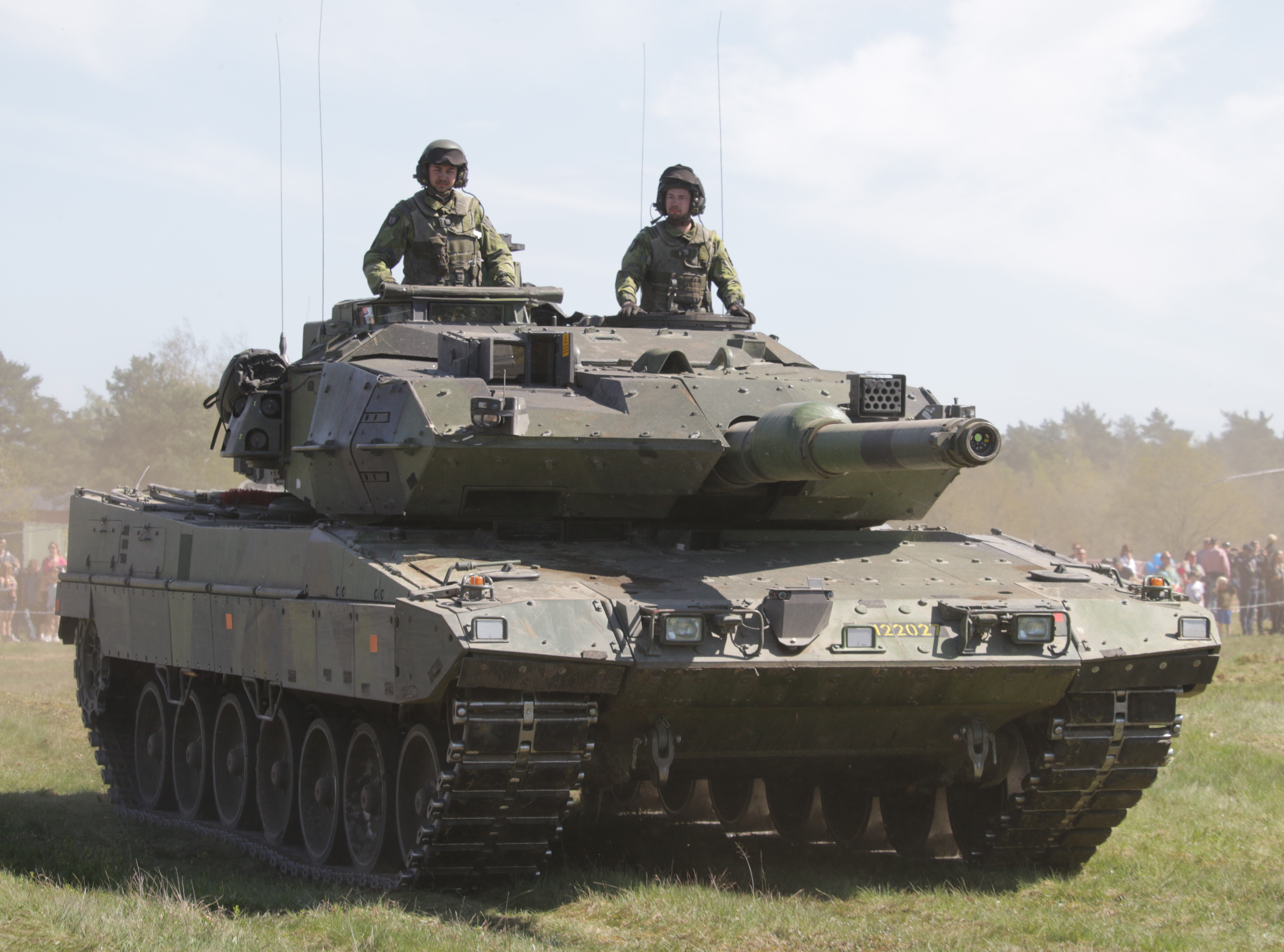
Modern stridsvagn typ stridsvagn 122. Notera dess många sluttande pansarplattor på både torn och skrov.